# Flabellum

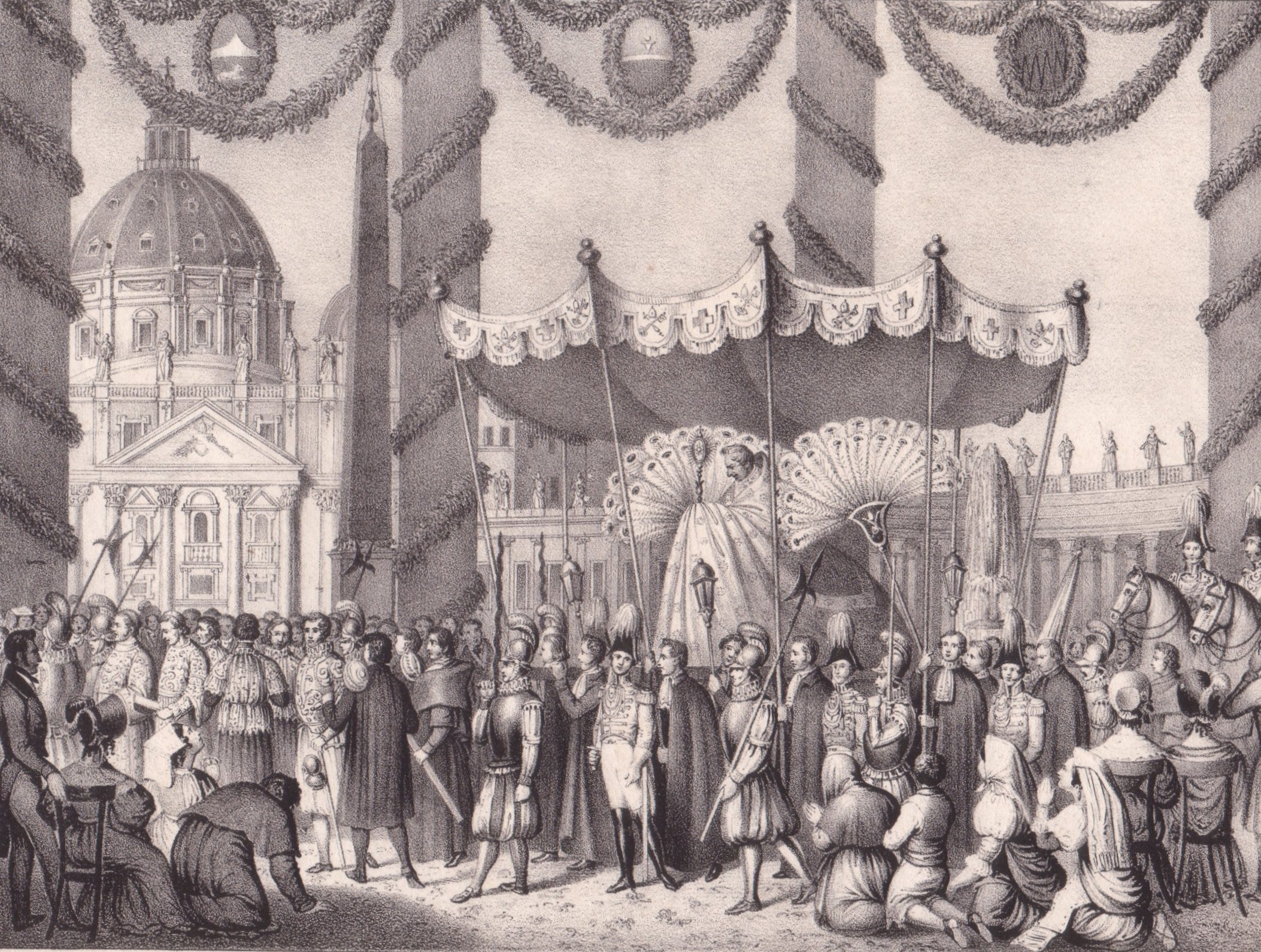
Fronleichnamsprozession in Rom, Papst mit Flabelli, Lithographie um 1830

Flabellum (lat. für „Fächer“) ist die Bezeichnung für einen vornehmlich aus Pfauenfedern, Pergament oder Stoff hergestellten als liturgisches Gerät gebrauchten Fächer.

## Geschichte und Funktion
Im Asien bereits im fünften Jahrhundert bezeugt, hat es sich dort bis zum heutigen Tage in Form des Rhipidion im liturgischen Gebrauch erhalten. Nicht mehr dem ursprünglichen Zweck dienend hat man das Flabellum zu einer Metallscheibe umgebildet, die geschmückt mit sechsflügeligen Cherubim als Sinnbild der den Altar umschwebenden Engel diente. Im Westen dagegen kam der Fächer als wesentlich seltener verwandtes Objekt erst im neunten, häufiger dann seit dem elften Jahrhundert in Gebrauch.
Das Flabellum wurde früher von einem Altardiener oder Diakon dazu verwendet, während der Heiligen Messe Insekten von den Opfergaben und Zelebranten fernzuhalten, dementsprechend wurde es auch muscarium oder muscafugium („Fliegenwedel, Fliegenklatsche“) genannt. Fächer aus Pfauenfedern kamen bei mittelalterlichen Prozessionen und bis in die 1960er Jahre zu päpstlichen Zeremonien als feierlicher Schmuckgegenstand (flabelli) in Mode; diese entstammen wohl orientalischem Königszeremoniell und dienten ursprünglich zur Kühlung und Insektenabwehr.

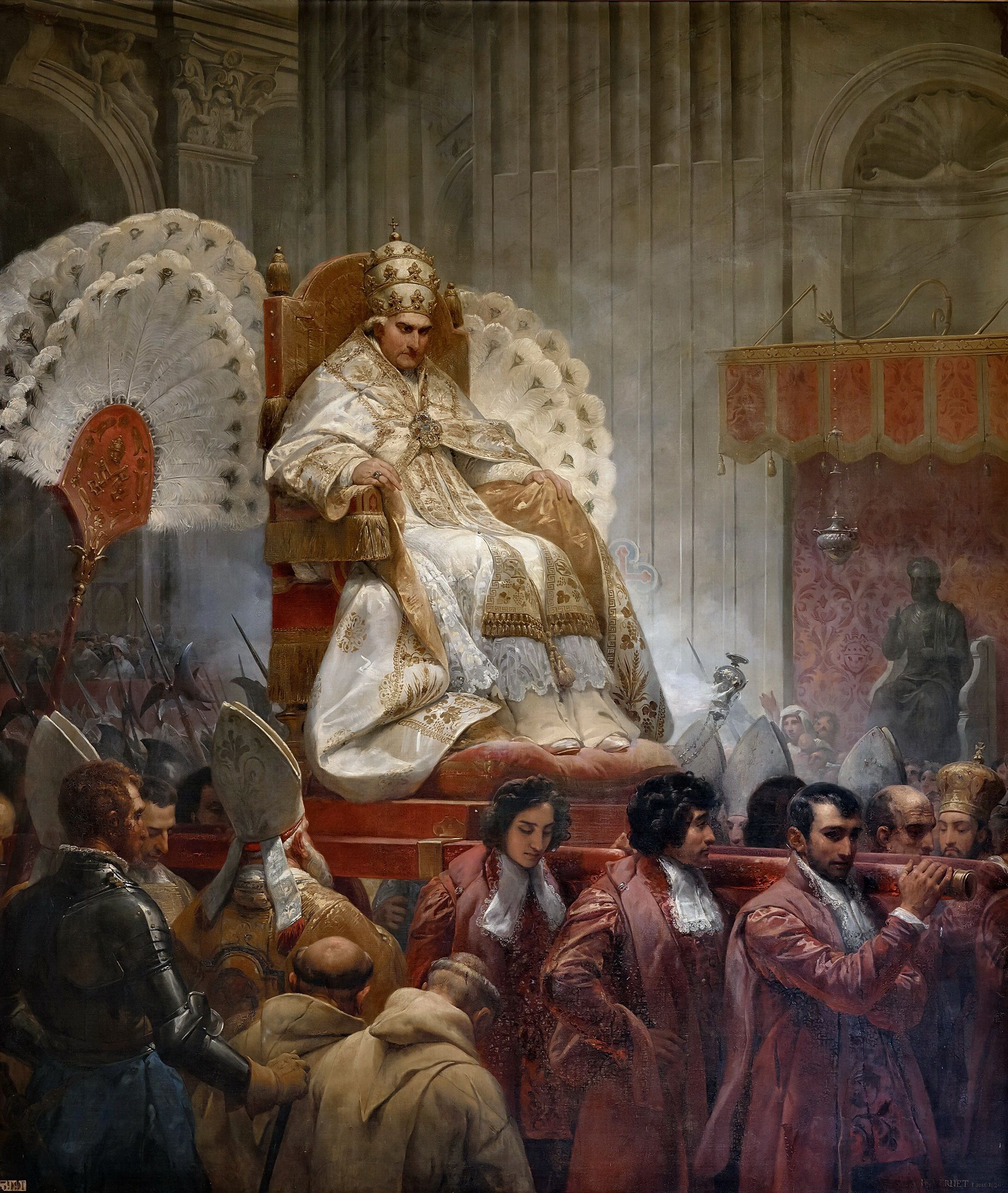
Pius VIII. mit Tiara  auf der Sedia gestatoria, zur Seite die Flabelli (1829)
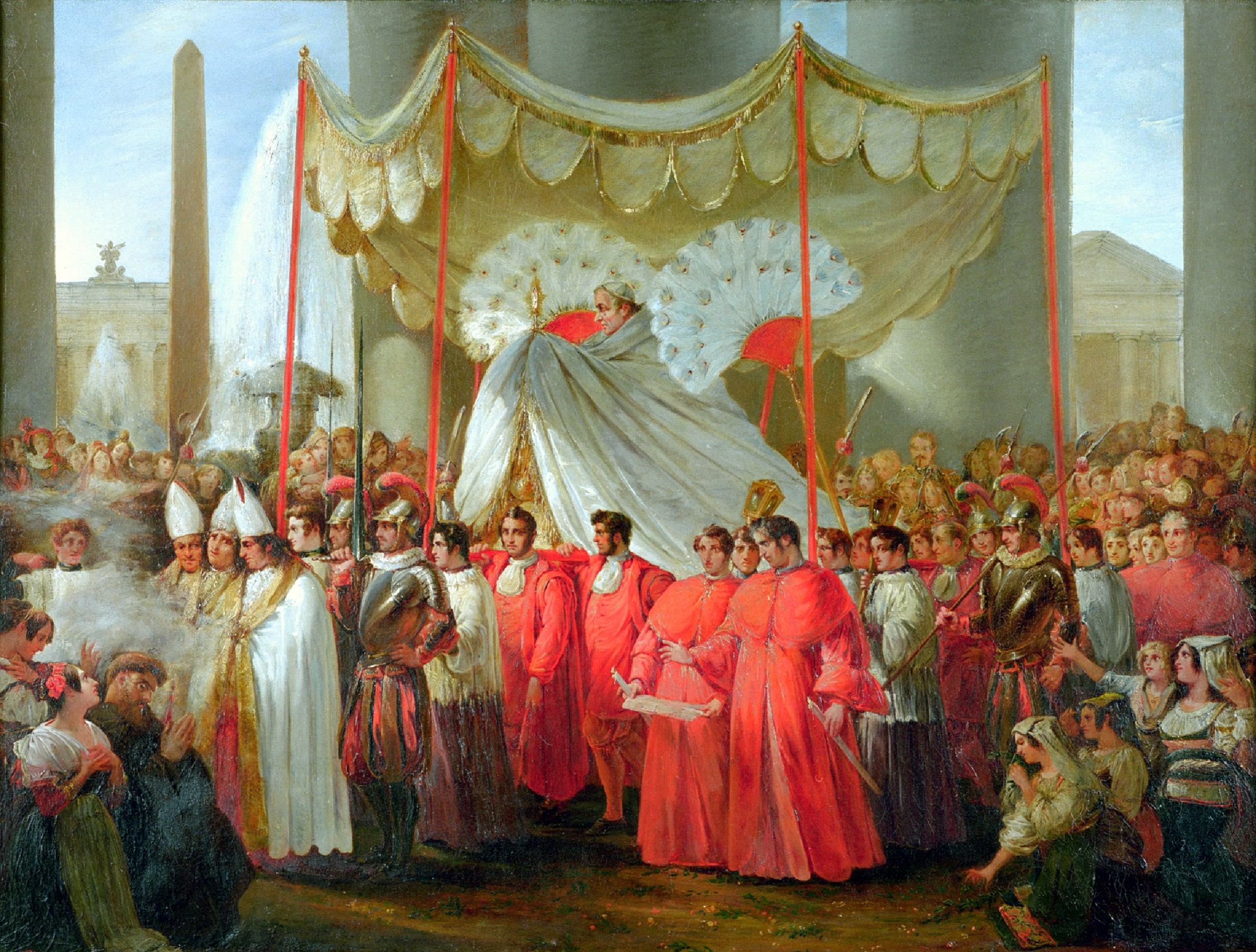
Gregor XVI. (1840)
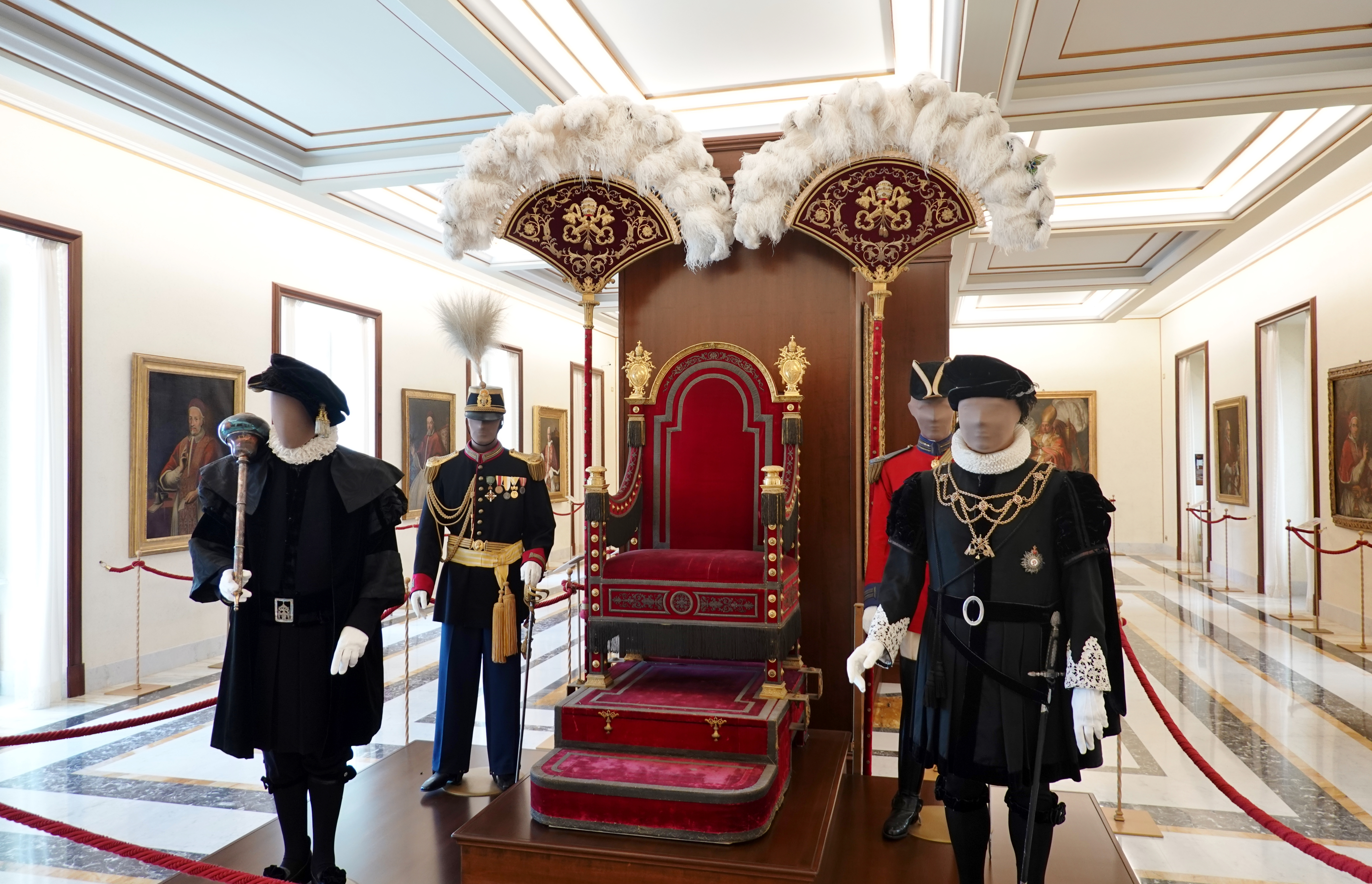
Sedia gestatoria und Flabelli von Pius IX. in Castel Gandolfo
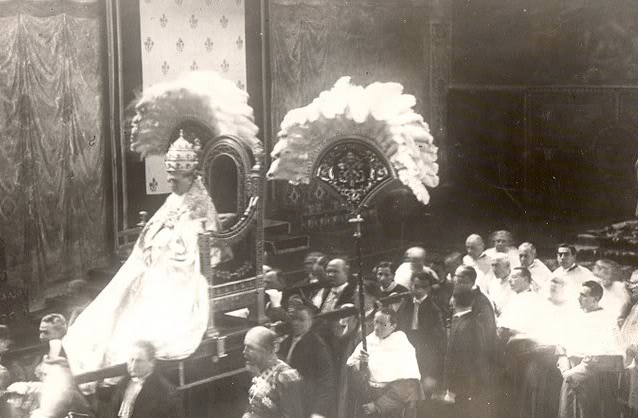
Pius XI. (1922)

## Sonstiges
Nur formal verwandt sind die sog. Scheibenkreuze, lat. auch rotae oder eben flabella genannt.